# 알제리 올림픽 위원회
알제리 올림픽 위원회(아랍어: اللجنة الأولمبية و الرياضية الجزائرية, 프랑스어: Comité Olympique et Sportif Algérien)는 알제리를 대표하는 국가 올림픽 위원회이다. IOC 코드는 ALG이다. 본부는 알제에 있으며 아프리카 국가 올림픽 위원회 연합에 소속되어 있다.
1963년 10월 18일에 설립되었으며 1964년 1월 27일에 국제 올림픽 위원회의 승인을 받았다. 올림픽, 올아프리카 게임을 비롯한 국제 스포츠 대회에 참가하는 알제리의 선수들을 대표한다.

## 같이 보기
- 올림픽 알제리 선수단